# フリン効果
フリン効果（フリンこうか、英語: Flynn effect）は、流動性知能と結晶化知能の両方のテストスコアの大幅かつ長期にわたる上昇傾向のことを指す。受験者のサンプルを用いて知能指数（IQ）テストを最初に標準化する際には、慣例に則り、テスト結果の平均を100に設定し、標準偏差は15または16IQポイントに設定される。IQテストを改定する際には、通常、最初のテストの被験者よりも後に生まれた集団による新しいサンプルを使用して、再び標準化する。この場合も、結果平均が100に設定されるが、新しい被験者が古いテストを受けると、ほとんどの場合平均スコアは100を大幅に上回る。
テストスコアの上昇は継続的であり、テストの初期から現在までほぼ直線的である。たとえば、2009年に発表された研究によると、レーヴン漸進的マトリックス（RPM）テストでの英国の児童の平均スコアは、1942年から2008年にかけて14IQポイント上昇している。他の西ヨーロッパ諸国や日本・韓国など、IQテストが長い間広く使用されてきた他の多くの国においても、同様の上昇が観察されている。
このフリン効果が何を意味するかについては、懐疑論とともに教育の効率化など多くの説がある。意味記憶とエピソード記憶についても、同様の改善が報告されている。一方で、いくつかの研究は、ノルウェー・デンマーク・オーストラリア・イギリス・オランダ・スウェーデン・フィンランド、およびドイツ語圏の国では、逆フリン効果とでも言うべきIQスコアの減少が1990年代から進行していることが示唆されている。場合によっては、この明らかな逆転は、知能テストの一部を時代遅れにする文化的変化が原因である可能性もある。メタアナリシスでは、フリン効果は全体として同じ変化量で、または先進国では鈍化して継続することを示されている。

## 用語の起源
フリン効果は、この現象を記録し、その含意を広く知らしめたジェームズ・R・フリンに因んで名付けられたものである。この用語自体は、リチャード・ヘアンスタインとチャールズ・マレーが1994に出版した著書『The Bell Curve』で用いたものである。特定の研究者を指さない通例の呼称は、引き続き「IQスコアの長期的な上昇（secular rise in IQ scores）」であるが、心理学とIQテストに関する多くのテキストでは、ハーンスタインとマレーに倣ってこの現象をフリン効果と呼んでいる。

## IQの上昇
IQテストは定期的に更新される。たとえば、元々1949年に開発された児童向けウェクスラー式知能検査（WISC）は、1974年、1991年、2003年、2014年に更新された。改訂版は、標準化サンプルにおける試験受験者の成績に基づく。IQ 100の標準スコアは、標準化サンプルの成績の中央値と定義される。したがって、時間の経過に伴う基準の変化を確認する1つの方法として、同じ受験者に同じテストの新旧両方のバージョンを受験させる調査を実施することが挙げられる。そうすることで、時間の経過とともにIQが向上することが確認される。ヨーロッパのNATO諸国の徴集兵に使用されるテストなどの一部のIQテストでは、未加工のスコアを報告しており、それらにおいても時間の経過とともにスコアが上昇する傾向が確認される。WISCやウェクスラー成人知能検査（WAIS）のテストで評価すると、米国のIQが10年あたり大凡3ポイント程度上昇している。テストの成績が時間の経過とともに上昇することは、すべての主要なテスト、すべての年齢層、すべての能力レベル、およびすべての新興工業国で見られるが、必ずしも米国と同じ速度であるとは限らない。増加は、テストの初期から1990年代半ばまで、継続的でほぼ直線的であった。この効果はIQの増加に最も関連が深いが、注意力並びに意味記憶およびエピソード記憶の増加においても同様の効果が見られる。
アーリック・ナイサーは、スタンフォード・ビネー式知能検査のデータを分析し、1932年の米国児童の平均IQは1997年の基準でいうところの僅か80に過ぎないとした。ナイサーは、「ほとんど誰も『最優秀（very superior）』と評価されるような点数を取ることはできず、4分の1近くが『障害（deficit）』であるように見えただろう」と述べている。また、「テストの点数は確かに世界中で上昇しているが、知性自体が上昇したかどうかは議論の余地がある」としている。
Trahanらによる2014の論文では、スタンフォード・ビネー式とウェクスラー式の両方のテストを基に、フリン効果は10年あたり約2.93ポイントであり、効果が減少しているという兆候は見受けられなかったと報告された。対照的に、PietschnigとVoracekによる2015年の論文では、約400万人が参加した研究のメタアナリシスで、フリン効果がここ数十年で減少したと報告されている。また論文の中では、フリン効果の大きさは知能の種類によって異なることが報告された（「流動性、視空間、全検査、結晶性のIQテストパフォーマンスで、それぞれ年間0.41、0.30、0.28、0.21 IQポイント」）。またフリン効果は子供よりも大人の方が強いとされた。
Ravenの2000年論文では、年齢が上がるにつれて多くの能力が低下していると解釈されるデータを、生年月日に応じてこれらの能力が劇的に上昇したことを示すとしてフリンの見解と同様に解釈し直さなければならないことが見出された。多くのテストで、この現象はすべての能力の水準で発生している。
いくつかの研究では、フリン効果を受けるのは分布の下端に特に集中していることが判明している。たとえば、TeasdaleとOwenによる1989の論文では、フリン効果は主に低得点の数を減らす方に作用し、その結果、超高得点は増加せずに、中得点の数が増加することを確認している。別の研究では、スペインの児童の2つの大きなサンプルが、30年の間隔をおいて評価された。 IQ分布を比較すると、テストの平均IQスコアが9.7ポイント増加し（フリン効果）、上昇は分布の下半分に集中し上半分では無視できるほどの変化しかなく、個人のIQが高くなるにつれ上昇幅が減少していくことが示された。いくつかの研究では、IQが高い人のスコアが低下する逆フリン効果が見られた。
1987年、フリンは、非常に大きな増加は、IQテストが知能を測定せず、実用的な意味がほとんどなくマイナーな「抽象的な問題解決能力」を測定することをのみを示しているという立場を取った。そして、もし仮にIQの向上が知能の向上を反映しているのであるとすれば、その結果としての社会の変化があったはずだが、これまでそれは観察されていないと主張した（「文化的ルネッサンス」の発生はなかったとの推定）。

### フリンの発表以前の研究
それ以前の研究者らは、一部の研究集団でIQテストスコアの上昇を確認していたものの、特にその問題についての全般的な調査を報告していなかった。歴史家のDaniel C. Calhounは、1973年の著書『The Intelligence of a People』で、IQスコアの傾向に関する初期の心理学の文献を引用した。RL Thorndikeは、知能テストの歴史に関する1975年の評論で、スタンフォード・ビネー式の上昇に注目した。
リチャード・リンは、日本のIQが10年あたり平均7.7ポイント上昇していることを1980年代に報告している。

### 知能
IQスコアの上昇が全般的な知能の上昇にも対応するのか、それともIQテストの受験に関連する特殊技能の上昇のみに留まるのかについては、議論がある。児童は学校で勉強する時間が長くなり、学校関連のテストに慣れてきたため、語彙・算数・一般情報などの親和性が高いテストで最大の効果が得られると考えられる。反面、これらの能力においては、長年にわたって比較的小さな増加にとどまり、それどころか時折減少することもある。メタアナリシスの結果では、フリン効果は流動性と結晶化の両方の能力を評価するテストに生じることが示される。たとえば、オランダの徴集兵に対して実施されたテストでは、最も文化や環境に影響されにくいと考えられているレーヴン漸進的マトリックス（RPM）であるにもかかわらず、1952年から1982年のわずか30年の間に21ポイント、即ち10年当たり7ポイントも伸びている。しかし、このIQテストのスコアの上昇は、全般的な知能の向上によって完全に説明されるわけではない。テストのスコアは時間の経過とともに向上しているものの、それは知能に関連する潜在的な要因と完全には相関していないことが研究で明らかにされている。J・フィリップ・ラシュトンは、時間の経過に伴うIQの向上は、一般知能因子（g因子）とは無関係であると主張している。他の研究者は、フリン効果で述べられたIQの向上には、知能の向上によるものとテスト固有のスキルの向上によるものとがあると主張している。

## 提示された説明

### 学校教育とテストの親和性
平均的な学校教育の期間は着実に増加している。この説明に対する問題点として、米国で同じような教育レベルの新旧被験者を比較した場合、個々のIQの向上がほとんど減衰していないように見えることがあげられる。
多くの研究によると、学校に通っていない子供は、定期的に通っている同級生よりもテストのスコアが大幅に低くなっている。1960年代、バージニア州の一部の郡が人種統合を避けるために公立学校を閉鎖したとき、その代わりとなった私立学校は白人の児童だけが通えた。その期間中に正式な教育を受けなかったアフリカ系アメリカ人の児童のスコアは、平均して年間約6IQポイントの割合で減少した。
母集団がテストや検査に慣れ親しんでいることを理由に上げる説明もある。たとえば、まったく同じIQテストを受けた児童は、通常2回目には5から6ポイント上がる。とはいえ、テストへの慣れによる効果は限定的な模様である。この説明や学校教育に関連する他の節の問題点として、米国では、むしろテストに精通しているグループの方がIQの増加が小さいことがあげられる。
初期介入プログラムで示された結果はまちまちである。「ヘッドスタート」のような就学前（3〜4歳）の介入プログラムは、他の利点をもたらす可能性はあるものの、IQの永続的な変化を生み出すものではない。乳児期以降の児童にさまざまな形の環境エンリッチメントを提供する終日プログラム「エイビーシーデアリアン早期介入プロジェクト」では、時間の経過とともに低下しないIQの向上が確認された。グループ間のIQの違いは、わずか5ポイントであるものの、12歳でもまだ効果が残っていた。そのようなプロジェクトのすべてが成功しているわけではない。また、そのようなIQの向上は、18歳までに弱まる可能性がある。
David Marksは、識字率の上昇とIQの上昇の高い相関性を挙げて、フリン効果は識字率の変化によって引き起こされると主張した。

### 一般的に刺激に富んだ環境
さらに別の理論は、今日の一般的な環境ははるかに複雑で刺激的であるとするものである。最も印象的な20世紀における人間の知的環境最も際立った変化の1つは、様々な視覚メディアへの接触の増大である。壁にかけられた絵から映画・テレビ・ビデオゲーム・コンピューターに至るまで、世代を重ねるごとに、以前よりも豊富な光学的表示に晒されており、視覚分析に長けてきたのかもしれない。これはレーヴン式のような視覚テストで最大の増加を示した理由の説明となる。フリン効果が「見過ごせないほど大きな文化的ルネッサンス」をもたらさなかった理由は、特定の形態の知性の増加だけであったことで説明がつく。
2001年、ウィリアム・ディケンズとフリンは、IQに関するいくつかの矛盾する発見を解決するモデルを発表した。彼らは、「遺伝率」という指標に、遺伝子型がIQに対して直接与える影響と、それが環境を変化させてそれによってIQに影響を与えるような間接的な影響の両方が含まれると主張している。つまり、IQが高い人は、IQをさらに高める刺激的な環境を探す傾向があるということである。これらの互恵的効果により、遺伝子・環境相互作用が生じる。もともとの遺伝子の直接的な影響は微々たるものかもしれないが、フィードバックによってIQに大きな違いを生み出す可能性がある。彼らのモデルでは、環境刺激は成人でもIQに非常に大きな影響を与えうるが、刺激が継続しない限り、この影響も時間の経過とともに減衰する（モデルは、幼児期の栄養など、永続的な効果を引き起こすことが考えられる要素にも応用可能である）。フリン効果は、万人にとって総じてより刺激的な環境によって説明がつく。著者らは、IQを向上させるようにデザインされたプログラムは、IQの向上を生み出す高度に知的な経験を課外でも反復する術を児童に学ばせる場合には、長期的なIQの向上を生み出す可能性があることを示唆している。生涯IQを最大化するためには、プログラムを終えた後でも認知的に要求の厳しい経験を探し続けるように彼らを動機づけることが推奨される。
フリンは2007年の著書『What Is Intelligence?』においてこの理論をさらに発展させた。知的労働の増加、技術活用の拡大、世帯人数の減少など、近代化に起因する環境の変化によって、仮説や分類といった抽象概念の扱いに慣れた人々が1世紀前よりもはるかに多く輩出された。IQテストのかなりの部分は、これらの能力を扱うものである。フリンは、例として、「イヌとウサギでは何が共通しているのか」という質問をあげている。現代の回答者は、彼らは両方とも哺乳類であると回答するかもしれないが（イヌとウサギという言葉の意味だけに依存した、抽象的な、つまり演繹的な回答）、1世紀前の人間であれば人はイヌと一緒にウサギを捕まえると答えたかもしれない（実用的な事柄に依存する、具体的な、つまり帰納的な回答）。

### 栄養
栄養の改善も異なる説明として考えられる。先進国の今日の平均的な成人の身長は、1世紀前の同程度の成人よりも高くなっている。おそらく栄養と健康の全般的な改善がもたらしたと思われる、この身長の伸びは、10年あたり1センチメートル以上の割合となっている。有効データは、このような身長の伸びが、頭の大きさや脳の平均サイズの同様な増加を伴うことを示している。この主張は、全体的に体のサイズが小さい傾向があるグループ（たとえば、女性やアジア系人種）が低い平均IQを持たないという難点が有ると考えられていた。
2005年の研究では、栄養仮説を裏付ける、IQの向上が主に栄養不足がおそらく一番深刻であると予想された分布の下位グループに集中していることを示すデータが報告された。IQの向上の偏りの別の解釈として、このグループにとって教育の改善が特に重要であったということが考えられる。リチャード・リンは、IQスコアの向上が幼児や未就学児でも観測され、しかもその増加率は学校の生徒や大人とほぼ同じであることを理由に、文化的要因ではフリン効果を説明できないとして、栄養仮説について論証している。リンは、教育の改善、テストの高度化など、これまでフリン効果を説明するために提案されてきた他の要因のほとんどがこれにより除外されたとし、最も可能性の高い要因は産前・産後の栄養状態の改善であると主張している。
栄養仮説の裏付けとして、米国では1900年以前の平均身長が現在よりも約10センチメートル低かったことが知られる。過去150年の間に頭蓋骨のサイズと形状が同様変化していることが、フリン効果に関係する可能性もある。ノルウェーの研究によると、1980年代末に徴集兵の身長の上昇が止まるまで、身長の上昇は知能の上昇と強く相関していた。身長と頭蓋骨のサイズの増加は、おそらくこの期間の表現型の可塑性と遺伝的選択の組み合わせによって生じている。150年の間には5から6世代しかいないため、自然淘汰の時間は非常に限られており、骨格サイズの増加は現世人類の遺伝的進化よりも個体群の表現型の変化に起因する可能性が高いことを示唆している。
微量栄養素の欠乏が知性の発達を変えることはよく知られている。たとえば、ある研究によると、ヨード欠乏症は平均12IQポイントの低下を中国で引き起こしている。
科学者のJames Feyrer、Dimitra Politi、David N. Weilは、ヨード添加塩の普及により、米国での一部地域でIQが15ポイント上昇したことを発見した。ジャーナリストのMax Nisenは、この種の塩の普及は「総合的な効果は非常にプラスになっている」と述べている。
Daley etalによる2003年の論文では、ケニアの地方の児童の間で有意なフリン効果を見出し、栄養がそれら結果を最もよく説明する仮説の1つであると結論付けた（その他の要素は、親の識字能力と家族構造であった）。
一方フリンは、1962年に18歳となるオランダ人がドイツ軍が食糧を独占して18,000人が餓死した1944年のオランダ飢饉当時に胎内にいたか生まれて間もない状態であり、栄養面で大きなハンディキャップを負っていたはずであるにもかかわらず、1952年・1962年・1972年・1982年の間にオランダ軍のIQテスト（RPM短縮版）で20ポイント向上したことを指摘している。フリンは、「オランダの知能指数の上昇パターンでは急激な変化が現れていない。あたかも飢饉は起きなかったかのようだ」「母親と子供が一生を通じておおむね十分に栄養をとれていれば、いっときの栄養不足ならほとんど影響はないようだ」と結論付けている。

### 感染症
Eppig、Fincher、Thornhillらによる2009の論文では、「発達途上の人間にとって、脳の構築と感染症の撃退はどちらも非常に代謝的コストのかかる課題であるため、エネルギーの観点から同時に行うのが困難である」、「国の発展に伴う感染症の猛威の低下もフリン効果の一因かもしれない」と述べられている。彼らは、国内総生産（GDP）・教育・識字能力・栄養の改善には、主に感染症の猛威を低下させることによって、IQに影響を与える可能性があることを示唆している。
Eppig、Fincher、Thornhillらによる2011の論文では、米国のさまざまな州を対象とした同様の研究で、感染症の有病率が高い州で平均IQが低いことを発見した。富や教育の偏差の影響を補正した後でも、その影響は残った。
Atheendar Venkataramaniの2010年の論文では、メキシコ人のサンプルを用いてIQに対するマラリアの影響を調査した。出生年にマラリアが根絶されたことは、IQの増加と相関していた。また、これにより熟練を要する職業での雇用可能が向上した。著者は、これがフリン効果に対する1つの説明となり、マラリアによる国の負荷と経済発展との関係について説明する重要な要素となりえることを示唆している。44の論文の文献レビューによると、患者サブグループ（脳マラリアまたは合併症のないマラリアのいずれか）の認知能力と学校の成績が健康な対照群と比較して損なわれていることが示された。急性マラリア疾患の治療前後の認知機能を比較した研究では、回復後も学校の成績と認知能力が著しく損なわれていることが示された。マラリア予防は、プラセボ群と比較した場合、臨床試験で認知機能と学校の成績を改善することが示された。

### 雑種強勢
Michael Mingroni は、近親交配の歴史的な減少に伴う雑種強勢をフリン効果の代替説明として提案している。しかし、フリンは、1900年に全人類が兄弟姉妹と交配していたと仮定しても、その後の雑種強勢の増加は、観察されたIQの向上を十分に説明できるものではないと指摘している。
両親が同じ兄弟間のIQ上昇パターンが全集団の上昇パターンと一致していることからも、族外婚による影響は否定される。広島でのデータによると、いとこ婚で生まれた子供のIQの平均との差異は3ポイントで、はとこ同士の結婚の場合は1ポイント未満であり、族外婚の普及によるIQの大幅な上昇は断定できない。

### 有鉛ガソリンの削減
複数の研究が有鉛ガソリンの使用がIQの低下をもたらすことを指摘している。
有鉛ガソリンは特に子供に悪影響を与えるとされ、IQを5-10ポイント低下させたとする研究報告もある。他国に比べて鉛への暴露レベルが低い日本の男児においても、血中の鉛濃度が高くなるほどIQや語彙検査得点が低くなることが2020年に東北大学などの研究グループによって報告されている。
米国における1970年代から2007年にかけての血中鉛濃度の低下が4から5ポイントのIQ上昇と相関しているとされ、IQ向上・犯罪率低下・早死の予防といった有鉛ガソリン廃止の取組がもたらした健康・社会的利益は、経済価値にして世界のGDPの4%に相当する年間約2兆4000億ドルとカリフォルニア州立大学の研究チームが2011年に見積もっている。

## 知能向上終焉の可能性

試験年別の平均立位身長と平均一般能力（いずれもz得点+5）。 Sundetら2004年論文（図3）より

Jon Martin Sundetらによる2004の論文では、1950年代から2002年の間にノルウェーの徴集兵に実施された知能テストのスコアが調べられた。その中で、一般的知性のスコアの増加が1990年代半ば以降に止まり、数的推理の下位検査では得点が低下したことが発見された。
TeasdaleとOwenによる2005年の論文では、デンマークの男性徴集兵に実施されたIQテストの結果が調べられた。1959年から1979年の間では、10年あたり3ポイントの上昇がみられた。1979年から1989年の間の上昇はほぼ2IQポイントであった。1989年から1998年の間の上昇は約1.3ポイントであった。1998年から2004年の間では、IQは1989年から1998年の間に増えたのとほぼ同じだけ減少した。彼らは、「この低下の背景として、3-year advanced-level school programsに入学する16〜18歳生徒の割合が同時に減少していることもありえる」と推測している。同じ著者による2008年のデンマークの男性徴集兵に関するより包括的な調査では、1988年から1998年の間に1.5ポイントの増加があったが、1998年から2003/2004年の間に1.5ポイントの減少があったことがわかっている。近年の衰退の原因として、デンマークの教育制度の変化も考えられる。また、デンマークでは移民やその直系子孫の割合が増加していることもその一因として考えられる。これは、デンマーク国籍の第1世代または第2世代の移民のスコアが平均を下回っているとするデンマーク徴集兵のデータによっても裏付けられる。
オーストラリアでは、レーヴン色彩マトリックス（CPM）によって測定された6〜12歳のIQは、1975年から2003年まで増加を示していない。
フリンによる2009年調査によると、英国では、1980年と2008年に実施されたテストでは、平均的な14歳のIQスコアがこの期間に2ポイント以上低下したことが判明した。上位層の成績はさらに悪化し、平均IQスコアは6ポイント低下した。しかし、5歳から10歳までの児童は、30年間でIQが年間最大0.5ポイント増加した。フリンは、英国の10代のIQの異常な低下は、若者文化が「停滞」したか、さらには衰弱したことが原因である可能性があると主張している。彼はまた、若者文化は、読書や会話よりも、コンピューターゲームを志向していると述べている。研究者のリチャード・ハウスは、この研究についてコメントし、テスト対策の教育に向かいがちな傾向があることだけでなく、コンピューター文化が本を読むことを減少させていることにも言及している。
Stefanssonらによる2017年の論文では、1910年から1990年に生まれたアイスランド人における学業成績に関連する多遺伝子スコアの低下が主張されている。しかし、観察された影響はごくわずかであり、ゲノム的影響がより大きく、その傾向が何世紀にもわたって続くと想定される場合に限り懸念となりうると指摘している。
BratsbergとRogebergによる2018年の論文では、ノルウェーのフリン効果が逆転し、平均IQスコアの当初の上昇とその後の低下のいずれもが環境要因によって引き起こされたという証拠を示している。彼らは、「環境に影響される尺度を使用して評価したときに隠れてしまう遺伝的要素の陰性選択の理論的可能性を排除することはできない」と結論づけ 、Stefanssonらの仮定による衰退を排除するまでには至らなかったものの、環境要因が低下のすべてまたはそのほとんどであると説明し、遺伝子型IQの仮定された低下は無視できると結論付けている。
世界保健機関と国際呼吸器学会環境委員会は、世界的に知能が低下している要因の1つとして、現在世界の人口の90％以上に影響を及ぼしている大気汚染の増加を挙げている。

## IQグループの違い
仮にフリン効果が先進国で終了しており発展途上国では継続している場合、これは国によるIQスコアの差を減少させる傾向にあると考えられる。
また、先進国の大多数でフリン効果が終了した場合でも、少数派、中でも幼児期に栄養不良やその他の不利益を被った可能性のある移民のようなグループでは、フリン効果が続く可能性がある。オランダでの調査によると、非西洋系移民の児童は、両親と比較してg因子 ・学業成績・作業習熟度が向上したものの、オランダ人との差は依然残っていた。
米国では、黒人の受験者が白人の受験者と比較して平均スコアを上げたため、20世紀の最後の数十年間で黒人と白人の間のIQギャップは徐々に縮小していた。たとえば、Vincentは1991年に、白人の児童と黒人の児童の間でIQの差が減少しているが、大人の間では一定のままであると報告している。同様に、ディケンズとフリンによる2006年の研究では、黒人と白人の平均スコアの格差は1972年から2002年の間に約5または6 IQポイント縮まり、約3分の1になったと推定している。同じ時期に、学業成績の格差も縮小した。フリンとディケンズ、Mackintosh、Nisbettらによるレビューにおいては、格差の漸減は実際の現象であると全員が結論付けている。
フリンは、フリン効果が白人と黒人の格差と同じ原因を持っているとは決して主張しなかったが、環境要因が格差と同様の大きさのIQ差を生み出す可能性があることを示しているとコメントしている。g因子とフリン効果によるIQの上昇が関連しているかどうかを調べたメタアナリシスでは、両者の間に小さな負の相関が有ることが分かっており、グループの違いとフリン効果が異なる原因による可能性があることを示している。
フリン効果は、人種や知性の多くの研究で観察された黒人と白人の違いの主な原因はg因子の違いであると述べている、スピアマンの仮説に関する議論の一部ともなっている。